# Angélique Ngoma
Angélique Ngoma là một chính trị gia người Gabon từng giữ chức Bộ trưởng Bộ Quốc phòng nước này từ tháng 10 năm 2009 đến tháng 1 năm 2011.

## Sự nghiệp
Ngoma là một đại biểu quốc gia của Hội Phụ nữ của Đảng Dân chủ Gabon. Bà từng là Bộ trưởng Bộ Gia đình, Phúc lợi Trẻ em và Sự tiến bộ của Phụ nữ từ năm 1999 đến năm 2009. Vào tháng 10 năm 2009, bà được bổ nhiệm chức vụ trên thêm một lần nữa bởi Tổng thống Gabon Ali Bongo Ondimba, bà là một trong số ít các bộ trưởng được bổ nhiệm lại. Năm 2011, bà được bổ nhiệm làm Bộ trưởng Lao động, Việc làm và Phúc lợi xã hội.
Vào tháng 6 năm 2015, Ngoma đã được bầu vào Quốc hội cho ghế thứ hai của Hạ viện Banio. Cho tới năm 2017, bà là Chủ tịch Ủy ban về Môi trường và Phát triển bền vững.